# Guido Tabellini
Guido Enrico Tabellini (* 1956 in Turin, Italien) ist ein italienischer Wirtschaftswissenschaftler.

## Werdegang, Forschung und Lehre
Tabellini schloss sein Studium der Wirtschaftswissenschaften an der Universität Turin 1980 mit seinem Laurea-Titel ab. Anschließend verließ er sein Heimatland und ging in die Vereinigten Staaten. An der University of California, Los Angeles setzte er seine Studien fort und graduierte dort vier Jahre später als Ph.D. Er blieb in den USA und wechselte als Assistant Professor an die Stanford University. 1986 kehrte er an die UCLA zurück, an der er später Associate Professor wurde.
1990 folgte Tabellini einem Ruf der Universität Cagliari und kehrte als ordentlicher Professor nach Italien zurück. Bereits ein Jahr später zog er innerhalb Italiens weiter und übernahm einen wirtschaftswissenschaftlichen Lehrstuhl an der Universität Brescia. 1994 wechselte er an eine private Universität. An der in Mailand beheimateten Wirtschaftsuniversität Luigi Bocconi übernahm er zusätzlich zu seiner Lehrtätigkeit das Direktorenamt des Innocenzo Gasparini Institute for Economic Research. Ab 2002 leitete er das Institut als Präsident, nach seiner Wahl zum Rektor der Hochschule 2008 legte er jenes Amt nieder. 2012 folgte ihm Andrea Sironi als Rektor, er übernahm in der Folge den Intesa-Sanpaolo-Lehrstuhl an der Hochschule.
Tabellinis Arbeits- und Forschungsschwerpunkte liegen im Bereich der politischen Ökonomie und Volkswirtschaftslehre sowie Corporate Finance und Industrial organisation. Insbesondere die Wachstumstheorie unter verschiedenen politischen und sozialen Rahmenbedingungen stehen im Mittelpunkt seiner Forschungstätigkeiten.
2007 war Tabellini Präsident der Europäischen Ökonomischen Vereinigung. Für seine Arbeit ist er mehrfach ausgezeichnet worden, u. a. erhielt er 2001 gemeinsam mit dem Franzosen Philippe Aghion den Yrjö-Jahnsson-Preis. Seit 2001 ist er Fellow der Econometric Society. Der American Academy of Arts and Sciences gehört er seit 2003 als auswärtiges Ehrenmitglied an. 2012 wurde er zum ordentlichen Mitglied der Academia Europaea gewählt. 2016 ernannte ihn die American Economic Association zum ausländischen Ehrenmitglied. Für 2022 wurde er mit dem BBVA Foundation Frontiers of Knowledge Award ausgezeichnet.

## Veröffentlichungen
Die folgende Auflistung gibt eine Auswahl von Tabellinis veröffentlichten Büchern wieder, zudem hat er zahlreiche Zeitschriftenartikel und Arbeitspapiere verfasst.
- mit Torsten Persson: Macroeconomics, Credibility and Politics, 1990
- mit Torsten Persson: Monetary and Fiscal Policy, 1994
- mit Francesco Giavazzi und Alessandro Penati: La costituzione fiscale, 1998
- L’Italia in Gabbia, 2008
- mit Andrea Ichino: Liberiamo la Scuola, 2013